# Hambruna de las papas en las Tierras Altas
La hambruna de las papas en las tierras altas (en gaélico escocés: Gaiseadh a' bhuntàta) fue un período de la historia de las Tierras Altas de Escocia durante el siglo XIX (de 1846 a aproximadamente 1856) durante el cual las comunidades agrícolas de las Islas Hébridas y las Tierras Altas escocesas occidentales (Gàidhealtachd) vieron cómo su cosecha de papas (de la que se habían vuelto demasiado dependientes) fue devastada repetidamente por el tizón de la papa. Fue parte de una crisis alimentaria aún más amplia que enfrentó de manera macro el norte de Europa causada por la enfermedad del tizón de la papa a mediados de la década de 1840, cuya manifestación más famosa es la Gran hambruna irlandesa, pero en la hambruna de las patatas en las tierras altas en comparación con su contraparte irlandesa, fue mucho menos extensa (la población en grave riesgo nunca fue mayor de 200.000 – mucho menos que la irlandesa que contaba por millones) y cobró muchas menos vidas, ya que los esfuerzos caritativos rápidos e importantes por parte de la población misma del resto de Gran Bretaña, aseguraron relativamente menor hambruna. No siendo así por parte de las autoridades del Reino Unido, ni de la corona. Sin embargo, por la falta de responsabilidad del gobierno indolente, los términos en los que se proporcionó la ayuda caritativa llevaron a la población a la indigencia y la desnutrición entre sus destinatarios. Una investigación del gobierno, no podía sugerir cómodamente ninguna solución a corto plazo más que la reducción de la población del área en riesgo mediante la emigración otros países como a Canadá o Australia. Los terratenientes, quienes hasta podría llamárseles usurpadores indolentes de las tierras altas (provenientes del sur del Reino Unido) se organizaron y pagaron la logística para la emigración (o expulsión) de más de 16.000 de sus inquilinos, y otro gran número significativo pero desconocido pagó su propio pasaje para retirarse a otro incierto destino, el cual obviamente ya no era "su tierra milenaria y ancestral". La evidencia sugiere que la mayoría de los montañeses o highlanders que abandonaron permanentemente las regiones afectadas por la hambruna, (y tal desgracia fue vilmente aprovechada por la ambición económica de los Nobles del sur de la isla, a la vez de difuminar o disolver la unión de las comunidades escocesas). Sin otro remedio de subsistencia, emigraron a otros países en lugar de mudarse a otras partes de Escocia, algo "muy injustamente operado por parte del parlamento." : 197-210  Se estima que alrededor de un tercio de la población de las Highlands escocesas occidentales emigró entre 1841 y 1861.

## Vulnerabilidad de las áreas de cultivo
A finales del siglo XVIII y principios del XIX, la idiosincrasia escocesa de las Tierras Altas, y especialmente por manipulación política de Londres, había cambiado mucho. En la periferia oriental de las Tierras Altas, la mayor parte de la tierra cultivable se dividió en granjas familiares 20 a 50 acres (8,1 a 20,2 ha) que empleaban a los agricultores (con parte de la tierra por derecho propio) y los denominados cottars o granjeros (trabajadores agrícolas que no tienen tierra propia, a veces subarriendan una pequeña parcela de tierra a su empleador o a un granjero). La economía se había asimilado a la que se encontraba en las Tierras Bajas, cuya proximidad con las Tierras Altas permitía y fomentaba una agricultura diversificada. La proximidad a las Tierras Bajas también provocó una fuga constante de población de estas áreas hacía otros regiones de Escocia. : 188 En las Islas Occidentales y el continente europeo adyacente, los desarrollos habían sido muy diferentes. Los jefes que se habían convertido en mejores terratenientes habían descubierto que el pastoreo de ganado (generalmente ovejas, o a veces ganado vacuno) era la forma de agricultura con mayor remuneración; para adaptarse a estos cambios, habían trasladado a sus inquilinos a municipios costeros donde esperaban que se pudieran desarrollar industrias valiosas y establecieran un extenso sistema de cultivo (ver Desplazamiento forzado de población de las Tierras Altas escocesas del siglo XVIII). Los tamaños de las granjas se mantuvieron pequeños para lograr alentar a los inquilinos a participar en las nuevas industrias (p. ej., pesca, algas marinas). Un escritor contemporáneo pensó que un granjero tendría que trabajar fuera de su propiedad durante 200 días al año si su familia quería evitar la indigencia provocada casi intencionalmente por el gobierno central de la isla. : 190 Las diversas industrias que se suponía que los municipios debían apoyar prosperaron en su mayoría en el primer cuarto del siglo XIX (atrayendo trabajadores por encima de la población originalmente prevista para los municipios), pero declinaron o colapsaron durante el segundo trimestre. Las áreas de cultivo se empobrecieron en consecuencia de este colapso, pero pudieron mantenerse a sí mismas gracias a una dependencia mucho mayor del monocultivo de las papas (se calculó que un acre de cultivo de papas podía sustentar a tantas personas como cuatro acres de cultivo de avena). : 191 Entre 1801 y 1841, la población en el área de cultivo aumentó en más de la mitad, mientras que en las tierras altas del este y del sur el aumento en el mismo período fue inferior al 10 por ciento. : 191 Mientras que la parte continental de Argyll tenía más 2 acres (0,8 ha) de tierra cultivable por habitante, en contraparte solo había 1/2 de acre (0,2 ha) de tierra cultivable por habitante en Skye y Wester Ross: : 188 en las zonas de cultivo, como en Irlanda, la población había crecido hasta niveles que sólo podía soportar con una buena cosecha de patatas.

## Hambruna y miseria

### Hambruna (1846–7)
En las Tierras Altas de Escocia, en 1846, hubo una pérdida generalizada de cultivos de papa como resultado del parásito protista conocido como tizón de la papa. Las cosechas fracasaron en aproximadamente las tres cuartas partes de la región agrícola, poniendo en riesgo a una población de alrededor de 200,000 habitantes; el invierno siguiente fue especialmente frío y nevado y la tasa de mortalidad aumentó significativamente para ese año. La Iglesia Libre de Escocia, fuerte en las áreas afectadas, se apresuró a dar la alarma y organizar el socorro para los hambrientos, "siendo el único organismo que ayudó activamente a fines de 1846 y principios de 1847". Mientras Londres continuaba especulativo y ausente, el alivio se otorgó independientemente de la denominación religiosa. Además, la Iglesia Libre organizó el transporte de más de 3000 hombres de las regiones afectadas por la hambruna para trabajar en los ferrocarriles de las Tierras Bajas. Esto eliminó a las personas que necesitaban ser alimentadas del área y proporcionó dinero para que sus familias compraran alimentos. : 415 
El gobierno británico se dio cuenta desde el principio de que aquella sería una mala cosecha. Los terratenientes se acercaron a las autoridades en busca de ayuda a finales del verano de 1846, pero como históricamente era de esperar, se descartó cualquier subsidio directo a los terratenientes, ya que esto los habría liberado de sus responsabilidades hacia sus inquilinos. Sir Charles Trevelyan, Subsecretario del Tesoro (como funcionario principal de este departamento, y único realmente conciente, humanitario de la situación), brindó su dirección. El gobierno estaba restringido por las actitudes comunes de mediados del siglo XIX: mínima intervención y profunda preocupación por evitar perturbar el libre juego del mercado. A pesar de las limitaciones por estas teorías económicas dominantes, destacadamente Trevelyan dejó completamente claro que: "no se puede permitir que la gente, bajo ninguna circunstancia, se muera de hambre" , en una carta de septiembre de 1846. : 39, 120–123 
La primera acción del gobierno del Reino Unido fue asegurarse presionando para que los propietarios de las Tierras Altas cumplieran con sus responsabilidades de brindar alivio a sus inquilinos durante la hambruna. La respuesta de los terratenientes varió según el caso; algunos tenían tanto los recursos como la voluntad para solucionar el problema. Otros, entre los terratenientes hereditarios restantes, se encontraban en difíciles condiciones financieras y luchaban por cumplir con las expectativas del gobierno, incluso algunos de ellos se negaban a cooperar dada su falta de liquidez para hacerlo. La clase más adinerada, aquellos que tenían los medios para financiar el alivio entre sus inquilinos, optaron finalmente por no hacerlo, después de que fueron sometidos a una presión sustancial por parte del gobierno. Los oficiales de socorro hicieron inspecciones personales de las propiedades (la Royal Navy tenía un barco de vapor para el transporte de los oficiales). Se hicieron exhortaciones formales durante el invierno de 1846 a aquellos que aún no cumplían con sus obligaciones hacía sus inquilinos, se sumaron amenazas de que el gobierno recuperaría los costos de la ayuda que habían brindado, incluso vendiendo parte de las propiedades privadas afectas con la problemática. En el verano de 1847, el notorio coronel John Gordon de Cluny fue reconocido por el oficial de socorro, Sir Edward Pine Coffin, por haber mejorado más allá las condiciones que otros terratenientes. : 87-93 
El gobierno intervino con dos depósitos de comida en Portree y Tobermory en el invierno de 1846-7 y colocó un equipo de oficiales de socorro en las áreas afectadas. Los depósitos vendían harina solo a precios de mercado: cualquier indicio de subsidio iba en contra de los principios del libre mercado. Sin embargo, el propósito de establecer los depósitos era evitar una espiral de precios debido a la escasez local, demostrando así el dilema de elegir medidas prácticas y necesarias que encajaran con los puntos de vista contemporáneos sobre economía política. Se examinó la legislación existente en busca de formas de proporcionar ayuda; se rechazaron las medidas innovadoras por temor a ampliar el papel del gobierno. Se permitió a discreción de los Inspectores de los Pobres proporcionar comida a los beneficiarios de los programas de ayuda ocasional para familias en estado de pobreza extrema. Un uso mucho más directo de la ley fue el fomento activo a los terratenientes para solicitar préstamos bajo la Ley de Obras Públicas y Drenaje. Después de simplificar el engorroso proceso de solicitud del préstamo, se canalizó aquel dinero hacía los terratenientes, lo que les permitió mejorar las tierras que alquilaban. : 39, 122 
A raíz de los esfuerzos de los voluntarios de la Iglesia Libre, aparte se establecieron comités de ayuda civil en Edimburgo en diciembre de 1846 y en Glasgow en enero de 1847. En febrero de 1847, la Iglesia Libre y los grupos de Edimburgo y Glasgow se combinaron para formar la Junta Central de Administración de Highland Relief. : 39  A fines de 1847, los comités de socorro habían recaudado alrededor de £ 210 000 libras esterlinas (aproximadamente al equivalente en poder adquisitivo a £ 17 millones en 2018) para apoyar el trabajo de socorro. Otros grupos que organizaron el trabajo de socorro incluyeron la Asociación Británica de Socorro; los esfuerzos fueron coordinados por Lord Kinnaird y el conde de Dalhousie. La noticia de la hambruna llevó a que la diáspora escocesa, incluidos los escocés-estadounidenses, a que organizaran esfuerzos de socorro.
La pronta respuesta de las Tierras Bajas (y el tamaño mucho menor del problema en esta área especifica) significó que los programas de alivio del hambre estuvieran mejor organizados y fueran más efectivos en Escocia que en Irlanda. Al igual que en Irlanda, no se prohibió la exportación de productos alimenticios desde Escocia, y en Inverness, Wick, Cromarty e Invergordon. 
Pero cuando sí intervino el gobierno con dureza y determinación, lo hizo enviando tropas para sofocar las protestas por las cargas de cereales o patatas hacia otros puertos locales (del sur de la isla).

### Alivio a la pobreza (1847-1850)
En 1847, la mala cosecha fue menor y las tasas de mortalidad volvieron a la normalidad; a partir de entonces, el gobierno dejó el tema del alivio del hambre a la Junta Central. Las malas cosechas continuaron, pero a un nivel reducido, y el programa de ayuda caritativa solo cesó cuando casi se agotaron sus fondos. Un historiador moderno resume la situación: "... gradualmente adquirió las peores características de la filantropía de mediados de la época victoriana. A la vez autocrática y burocrática, la Junta se convirtió en un empleador graduado, pagando salarios bajísimos en especie por el trabajo duro en obras públicas...". El alivio no estaba disponible para aquellos con mayor acumulación del capital (que se reinterpretó para incluir la propiedad del ganado). La ración diaria (de avena o harina de maíz) fue fijada inicialmente por la Junta Central en 24 onzas (680,4 g) por hombre, 12 oz (340,2 g) por mujer y 8 oz (226,8 g) por niño. Se esperaba que los beneficiarios del programa trabajaran por sus raciones, lo que condujo a la construcción de "caminos de la pobreza" y otras obras públicas de poco valor real (si es que lo tenían). Este requisito a los beneficiarios no se hizo cumplir rigurosamente al principio, pero como los cultivos de papa no lograron recuperarse a los niveles previos al tizón, la Junta Central se preocupó de que los receptores a largo plazo al no trabajar las raciones se acabarían.
La limosna… sería una maldición en lugar de un beneficio; y por lo tanto, era absolutamente necesario enseñar a la gente de las Tierras Altas que debían depender de sus recursos para el futuro. Para lograr este objeto sería necesario instruirlos en el cultivo de granjas, en la producción de los tesoros de los mares y en la fabricación de algas marinas.
Para alentar a los campesinos a valerse por sí mismos se les redujo la ración (por ejemplo, a 16 onzas (453,6 g) por hombre), y se fijo que sólo se les entregaría la ayuda a quienes cumpliesen la jornada laboral de ocho horas completas. Esta "prueba de pobreza", implementada por la burocracia victoriana y vigilada por funcionarios acostumbrados a hacer cumplir la disciplina militar, generó una hostilidad considerable por parte de los habitantes.
Para 1850, los fondos de ayuda estaban casi agotados, además con la persistencia del tizón de la papa, comenzó una sensación creciente (incluso dentro de los propios comités de ayuda) de que se necesitaban soluciones para el largo plazo; la provisión de ayuda a corto plazo había retrasado la adopción de medidas más drásticas. Las Juntas de Alivio de la Pobreza anunciaron que sus operaciones cesarían para finales de septiembre de 1850. Al hacerlo, expresaron dos preocupaciones: si la cosecha de papa fallaba nuevamente, las cosas estarían tan mal como en 1846; por otro lado, si la cosecha de 1850 no se veía afectada en gran medida, los montañeses escoceses no aprenderían la lección que la plaga debería enseñarles y volverían a sus viejas costumbres, así que el esfuerzo de cuatro años para diversificar sus fuentes de alimentos e ingresos se habría perdido.

### "El cese del alivio" (después de 1850)
Nuevamente hubo pérdidas considerables en la cosecha de papas en 1850, para entonces surgió naturalmente la pregunta de cómo se iba a mantener a la población frente a las dificultades. Las Leyes de Pobres de Escocia, a diferencia de las de Inglaterra, permitían que se otorgara alivio de las tarifas parroquiales para los habitantes pobres pero solo a los enfermos y débiles y se prohibían explícitamente que se otorgara alivio a los pobres sanos que no podían encontrar trabajo localmente. Ya en 1848, Sir Charles Trevelyan había abogado por que se enmendara la Ley de Pobres de Escocia para permitir que los pobres sin discapacidad reclamaran ayuda; los críticos respondieron que la escala de la pobreza era tal que claramente no era realista esperar que un gran número de desempleados en una parroquia en tales dificultades se mantuviera únicamente con las tasas cobradas en esa misma parroquia.
En respuesta a las consultas de los funcionarios del condado, el gobierno indicó que no tenía la intención de poner a disposición fondos adicionales ahora que el esfuerzo de ayuda caritativa había terminado, ni para brindar ayuda in situ ni para ayudar a la emigración de áreas en dificultades. Se sugirió una cláusula para la Ley de Pobres que otorgara discrecionalidad a las autoridades sobre la Ley de Pobres para otorgar alivio a quienes no pudieran trabajar temporalmente (algo contrario a su redacción) así podría usarse para proporcionar alivio a los pobres sanos que desean pero no pueden encontrar trabajo. Estableció una investigación a cargo de Sir John McNeill, presidente de la Junta de Supervisión (de las Juntas de Leyes de Pobres de Escocia), para investigar la situación y recomendar soluciones.

### Informe de Sir John McNeill
Habiendo llevado a cabo su investigación de febrero a abril de 1851, Sir John terminó su informe en julio de 1851. Atribuyó las dificultades que se presentaban a la subdivisión de las granjas (o, lo que es lo mismo, a más de una familia sustentada por una sola granja) en tiempos de prosperidad, y al inherente aislamiento de los montañeses escoceses. Cuando la industria de las algas se derrumbó, seguramente los antiguos granjeros habrían buscado trabajo en otras partes de las islas británicas si no hubieran sido por su condición del resto de la población de la isla por sus hábitos, el idioma y que se consideraba al resto del reino como un país extranjero. La emigración escocesa que se había producido había sido de los ciudadanos más prósperos; al reemplazarlos, los terratenientes habían descubierto que los arrendatarios que operaban grandes pastizales estaban dispuestos a pagar rentas más altas y eran más confiables para pagarlas a tiempo. Ese descubrimiento los había llevado a trasladar a los agricultores tradicionales a áreas más marginales para crear más pastizales para el ganado.

No hubo muertes reportadas por inanición desde el cese de las operaciones de la Junta de Ayuda (para ponerlas en proporción, señaló que el gasto total de la Junta de Ayuda en Skye en 1850 fue menos de la mitad del valor del gravamen al whisky en ventas en Skye en 1850, señalando que este último era más del doble del valor de las ventas en 1846) por lo tanto la crisis humanitaria prevista no se había materializado. En Skye, las juntas parroquiales continuaron brindando alivio discrecional a las personas sin discapacidades en respuesta al final de las operaciones de la Junta de Alivio incluso antes de la orientación del gobierno:
Las clases trabajadoras, desengañadas de la noción de que la ayuda electoral que habían estado recibiendo durante algunos años sería permanente y volcadas sobre los recursos locales y sus propios esfuerzos, han superado hasta ahora el peligro, con una cantidad de alivio absolutamente insignificante. Sin duda, el sufrimiento debe haber sido soportado, la presión sobre todas las clases debe haber sido severa: pero hasta la última fecha en que se ha recibido información, no hay razón suficiente para creer que se ha perdido una vida como consecuencia del cese de alivio de limosna.
En consecuencia, se llegó a la conclusión de que el programa de ayuda extensiva para los pobres sin discapacidad, aunque bien intencionado, en última instancia había sido perjudicial para la población. No se hizo ninguna recomendación de cambios en la Ley de Pobres de Escocia para dar a los pobres sin discapacidad el derecho a reclamar ayuda parroquial, pero recomendó a todas las juntas parroquiales que dieran ayuda discrecionalmente.
Se habían intentado localmente varios esquemas de mejora para aliviar la pobreza y se había instado por merecer una adopción más amplia. Sin embargo, las zonas menos afectadas por la hambruna no fueron aquellas donde se habían intentado estos esquemas, sino aquellas donde las comunicaciones con el resto del país eran relativamente buenas, donde había una mayor aceptación de la migración estacional en busca de trabajo, o donde había hubo otras fuentes significativas de ingresos. Por lo tanto, hubo un acuerdo generalizado en que, a corto plazo, era necesaria una emigración rápida y generalizada para el bienestar de la población y para salir de sus dificultades. Por lo tanto, el Parlamento debería autorizar préstamos para ayudar a la inmigración, ya que antes tenían préstamos para ayudar a mejorar las áreas en dificultades.
Con la población reducida, el área podría volverse más resiliente contra futuras crisis dando a los granjeros una mayor seguridad de tenencia (dándoles así algún incentivo para la mejora agrícola), mediante la instrucción en agricultura y el manejo del ganado, y mediante una mejor educación. "El aumento y la mejora de los medios de educación tenderían a iluminar a las personas y a prepararlas para buscar su sustento en lugares distantes, así como tenderían a romper los lazos que ahora las confinan a sus localidades de origen", pero la educación no debe estar simplemente en las "tres erres"; también debería buscar despertar un deseo de aprender, aunque a la educación  poblacional no se la incentivaba desde las clases altas, por lógica conveniencia, gracias a otras buenas voluntades también condujo a la creación en enero de 1852 de la Highland and Island Emigration Society por Trevelyan y McNeill.

### La plaga termina
El tizón de la papa regresó año tras año, pero nunca en la misma medida que en 1846. Todavía en 1854, se informaba de la pérdida total de la cosecha de patatas en los puntos negros locales, como las comunidades Hébridas de Barra y Harris (donde se decía que la plaga era más frecuente que en 1846). En los años subsiguientes, el tizón de la papa se informó generalmente en varias localidades, pero siempre fue solo parcial y nunca tan grave como se temía al principio: "Hay cierto clamor sobre el tizón de la papa pero... el miedo es mayor que el daño ". En Lewis, Sir James Matheson había gastado 33.000 libras esterlinas en tres años para mantener a sus inquilinos; en seis de los siguientes treinta años tuvo que proporcionar una ayuda similar, pero en una escala mucho menor y con una mayor probabilidad de ser reembolsado.
| Año                                | 1855  | 1862  | 1863  | 1864  | 1869   | 1877  |
| ---------------------------------- | ----- | ----- | ----- | ----- | ------ | ----- |
| Valor de harina y semilla avanzado | £ 806 | £ 150 | £ 740 | £ 278 | £ 1886 | £ 353 |

## Despoblación
La mayoría de los terratenientes trabajaron para disminuir los efectos de la hambruna en sus arrendatarios agrícolas: renunciando al alquiler, donaron a los comités de ayuda sus rentas, ejecutaron sus propias operaciones de ayuda paralelas, financiaron la introducción de nuevos cultivos e industrias o revivieron a los antiguos. Sin embargo, cuando se hizo evidente que el sistema de crofting en los niveles de población actuales tenía problemas a largo plazo, temieron que el gobierno impondría algún sistema de alivio permanente cargado contra sus propiedades (ya sea directamente o a través de la reforma de la Ley de Pobres). En cambio, buscaron resolver o eliminar los problemas induciendo a sus inquilinos más pobres a migrar a las Tierras Bajas, o emigrar al extranjero.
Hubo apoyo desde lo teórico sobre el problema del exceso de población, tratado dentro del trabajo del economista Thomas Malthus, y esto ciertamente influyó en la gestión de la propiedad del duque de Sutherland. Su escaño en el distrito de Scourie (Evander McIver) trabajó para persuadir al propietario de que subvencionara la emigración como también para que animara al arrendatario a aceptar la ayuda ofrecida. Si bien el segundo duque de Sutherland prohibió efectivamente el desalojo para lograr esto, la influencia de los informes favorables de los emigrantes anteriores, junto con el nivel de pobreza en la comunidad, actuaron como un estímulo para que la gente se fuera. La pobreza extrema actuó como una barrera para la emigración, enfatizando la importancia de la asistencia financiera del propietario.
Las áreas de cultivo perdieron alrededor de un tercio de su población entre principios de la década de 1840 y finales de la de 1850; : 469  las pérdidas fueron mayores en las islas Hébridas y áreas más remotas del continente como Ardnamurchan, con más del 40% de los habitantes desalojados en 1856. Algunos propietarios contribuyeron al proceso de emigración "asistida" (en virtud de la cual más de 16 000 agricultores fueron enviados al extranjero a Canadá y Australia), otros animaron a sus inquilinos a mudarse adoptando una línea más dura con respecto a los atrasos en el alquiler, los derechos de corte de césped para el ganado y otras prácticas en las que los inquilinos tenían tradicionalmente el permiso con cierto margen de maniobra. Pero, dado que los granjeros no tenían seguridad de tenencia, los propietarios podían simplemente desalojar a sus inquilinos que consideraban superfluos. Pine Coffin se alarmó por el alcance de los desalojos en 1848-9, advirtiendo de "la perturbación de los cimientos mismos del sistema social". : 426 En Lewis, la emigración "voluntaria" a gran escala a Canadá desde las fincas de Matheson fue alentada tanto por la zanahoria (promesas de buen trato a los voluntarios) como por el palo (recordatorios a los inquilinos de sus alquileres atrasados y la posibilidad de su desalojo). Un testigo de ello dijo en la década de 1880: "Algunas personas dicen que fue voluntario, pero hubo mucho forzamiento y estas personas fueron enviadas muy en contra de su voluntad. Eso es muy conocido y los presentes lo saben perfectamente. Por supuesto, la policía no los tomó de la mano y todo eso, pero estaban en mora y tuvieron que irse, y les reprocharon que no fueran". : 321-322 

### Barra
Barra fue un caso particularmente difícil ya que en su debido tiempo fue una hacienda célebre; había sido próspera, pero el propietario hereditario, McNeill, había establecido una fábrica de algas marinas que había atraído a forasteros; las obras habían resultado antieconómicas y para cubrir sus pérdidas, el cobro sobre las rentas de los granjeros se habían elevado a niveles insostenibles. Se abandonaron los trabajos de algas, pero se mantuvieron los altos cobros sobre las rentas. "La pobreza de la gente es indescriptible", escribió el párroco local en 1830. A pesar de los altos alquileres, McNeill quebró y sus síndicos en bancarrota incautaron y vendieron la mayor parte del ganado de los isleños (su principal fuente de ingresos) para pagar los alquileres atrasados. La propia Barra terminó en manos de John Gordon de Cluny, "el plebeyo más rico de Escocia" (por valor de 2 millones de libras esterlinas en 1858). El coronel Gordon (fue coronel de la Milicia de Aberdeenshire ) era notoriamente parco en sus hábitos personales, pero autorizó a su agente a reducir los alquileres a niveles realistas e intentó varios esquemas (sobre todo un profundo- pesquería de agua) para mejorar la suerte de los isleños (y los ingresos de la isla). Estos esquemas propuestos por Gordon encontraron poca cooperación y en algunos casos incluso oposición activa de los isleños, así que no llegaron a nada: en 1850, Gordon había sido dueño de Barra durante diez años y no vio ningún retorno por su dinero. En consecuencia, los isleños todavía eran pobres y dependían en gran medida de las cosechas del cultivo de las papas. Además, su propietario no tenía lazos sentimentales con los habitantes ni con la isla, sólo sus propios intereses, opinando no tan certeramente que los isleños eran en gran parte los autores de su propia desgracia: "Si hubieran apoyado sus mejoras, no se encontrarían dependientes de la benevolencia de los demás". (???)
El tizón de la papa destruyó cualquier posibilidad de que Barra fuera autosuficiente. En noviembre de 1850, se informó de la cosecha de cereales de ese año que "podría dar unos 453 fardos de harina, o lo que sería los mismo que lo suficiente para el sustento de la población durante unos dos meses más; aunque incluso entonces habían familias que no poseían tantos peks de harina como personas había en ellas". En consecuencia, los isleños se volvieron dependientes de la benevolencia de los otros en un grado extraordinario: en 1850, 1.965 habitantes de una población de 2.300 recibieron ayuda por parte del gobierno. Gordon intentó consolidar las pequeñas granjas en propiedades más grandes para poder mantener mejor a sus inquilinos (desde su punto de vista) o para reducir el número de isleños pobres que tendría que mantener (desde el punto de vista de sus críticos). Algunos isleños de Barra aparecieron, sin un centavo, harapientos e incapaces de hablar inglés, en las calles de Glasgow justo antes de la Navidad de 1850. La historia contada en su nombre fue que eran solo una pequeña parte de las 132 familias desalojadas de sus propiedades en mayo de 1850; ocuparon terrenos baldíos solo para ser desalojados cuando cesaron las operaciones de socorro en septiembre de 1850. Excitaron la simpatía del público y Gordon se convirtió en blanco de críticas en los periódicos escoceses primero por haber sacado las familias de sus hogares y en segundo por haberlos sacado de la isla de su nacimiento; las críticas se intensificaron cuando indicó que no tenía intención de asistirlos. Gordon negó haber hecho desalojar a alguien "en esta época inclemente del año" y negó tener conocimiento de por qué se habían ido de Barra; prometió mayores investigaciones, ya que esto aclararía la verdad del asunto. Respondió a las críticas haciendo saber que, antes de los desalojos, había cooperado con el Comité de Socorro, les había dado 1000 libras esterlinas y gastado casi 2300 más para aliviar la angustia de los habitantes en la isla; se declaró dispuesto a gastar más dinero si alguien pudiera mostrarle dónde podría producir un bien duradero.
Los isleños de Barra que llegaron a Glasgow no parecen haber dado entrevistas a los periodistas (posteriormente la Junta Parroquial de Barra afirmó que aquellos habitantes habían dejado la isla de Barra en julio y que eran malos personajes conocidos en el pueblo ). Un grupo posterior llegó a Inverness y habló con un periodista de habla gaélica, dando un relato que era marcadamente diferente pero no significativamente más favorable a Gordon. El partido de Inverness dijo que los habían trasladado de sus granjas hace dos o tres años: "Los desalojos se hicieron ilegalmente. No se cursaron citaciones de destitución, ni se realizaron diligencias ante el juez ordinario, ni ningún otro. La mera autoridad del coronel Gordon, en una carta al oficial de campo, fue aquella en la que sus casas fueron arrancadas de sus oídos, para dar paso a los grandes granjeros a quienes se les arrendaron sus granjas ", los habían trasladado a tierras infértiles, no aptas para el cultivo; sus cosechas eran pequeñas o arruinadas, y habían estado viviendo gracias al alivio económico. Cuando la Junta de Destitución dejó de funcionar, Gordon se hizo cargo del relevo. No habían sido desalojados de la isla; de hecho, Gordon les había negado cualquier tipo de ayuda para poder salir de la isla, ni siquiera comida para el viaje. Sin embargo, estaban convencidos de que Gordon estaba tratando deliberadamente de disgustarlos para que se fueran. En contraste con el trato que habían recibido de Gordon y sus agentes, habían llegado a Inverness a través de múltiples contactos que fueron caritativos: un comerciante irlandés en Barra les había dado provisiones; el capitán de un bote auxiliar del faro de la Junta de Northern Lights los había llevado amablemente a Tobermory; la gente del pueblo de Tobermory los había alimentado, alojado y les había dado dinero para pagar su viaje a Oban; el capitán del barco de Tobermory-Oban se negó a recibir el pago por el tiquete.
En 1851, la Junta Parroquial de Barra informó que más de la mitad de la población deseaba emigrar si tuviera los medios. En mayo, la Junta Parroquial escribió a la Junta de Supervisión informándole que no contaban más con los fondos para continuar con el alivio a los pobres que no tenían ninguna discapacidad; la Junta respondió afirmando que era su responsabilidad hacerlo. Gordon fletó barcos y ofreció pasaje gratuito a Quebec a sus inquilinos en Barra y South Uist; unas 1.700 personas se acogieron a la oferta, pero al llegar a Quebec algunos miembros del último cargamento firmaron una declaración de que habían sido inducidos a emigrar por promesas de su arrendador (pasaje gratuito al Alto Canadá, trabajo garantizado, posibilidad de concesiones de tierras) que ahora consideraban ilusorias. Dijeron que veinte de los que estaban en el barco habían querido cambiar de opinión acerca de emigrar, pero Gordon y un agente de policía los habían arrastrado al barco. Los emigrantes llegaron a bordo del barco, medio muertos de hambre y medio desnudos (algunos niños estaban desnudos completamente: "Muchos niños de nueve y diez años no tenían un trapo para cubrirse. La Sra. Crisp, la esposa del capitán de... [el barco]... estuvo empleada durante todo el viaje convirtiendo sacos de pan vacíos, lonas viejas y mantas en cobertores para ellos"). Llegaron a Quebec sin encontrar como poder mantenerse y sin medios para pagar el pasaje al Alto Canadá (donde podrían encontrar trabajo); las autoridades canadienses tuvieron que gastar £ 670 para llevarlos allí. Debido a que llegado agosto no habían zarpado, llegaron demasiado tarde para instalarse adecuadamente antes del inicio del invierno canadiense, para el cual no estaban preparados. El vicepresidente de una sociedad benéfica escocesa en Hamilton, Alto Canadá, escribió: "los emigrantes de Barra y South Uist, que suman entre dos y tres mil, fueron los más pobres que he visto venir a este país. En realidad, estaban en estado de desnudez cuando llegaron aquí y estaban completamente indefensos".
La suerte de los emigrantes de las propiedades de Gordon de Cluny fue lamentable y provocó una carta de queja de las autoridades canadienses dirigida al infame Gordon, tanto esta carta como los informes de los periódicos contemporáneos hicieron una comparación con el mejor trato hacia los emigrantes de otras propiedades de las Tierras Altas por sus antiguos propietarios. "Los hombres de Lewis recibieron... no solo ropa para el viaje y un pasaje gratuito a Quebec, sino también raciones para una semana después de la llegada... y un pasaje gratuito a su destino final". Los emigrantes de las propiedades del duque de Sutherland llegaban bien vestidos y alimentados, y con dinero para comprar y sembrar granjas; donde sus propios ahorros eran inadecuados, el duque les había regalado dinero.

## Secuelas
El informe de McNeill no respaldaba el argumento de periódicos como el Scotsman de que la pobreza se debía a la pereza inherente del gaélico (que contrastaba desfavorablemente con los rasgos estimables de los escoceses de las tierras bajas "teutónicos" que leían el Scotsman), pero sus comentarios sobre las barreras culturales que habían impedido la migración oportuna desde las áreas congestionadas reflejaban y reforzaban la suposición predominante de que la cultura y el idioma gaélicos eran un freno innecesario para el progreso y que la felicidad y la prosperidad a largo plazo de las áreas de habla gaélica se podían asegurar mejor convirtiéndolas al habla inglés. Dos décadas después de la hambruna, el Edinburgh Courant señaló que la emigración de las islas Hébridas, fue la mejor cura para sus males, acelerada por la educación: "Es bastante sorprendente que se les pida que establezcan y mantengan un sistema escolar con el fin de despoblar un distrito., pero tenemos pocas dudas de que este sería el primer efecto y el mejor éxito de la educación completa de las Hébridas",  por otro lado "Todavía hay un prejuicio entre algunos de los ancianos contra cualquier educación que no sea gaélica".
Inmediatamente después de la hambruna, el gobierno resistió los argumentos de que debería subvencionar un ferrocarril a Oban para reducir el aislamiento de las Hébridas. Solo en 1880 el Ferrocarril de Caledonia finalmente llegó a Oban como una empresa puramente comercial. En 1867, los habitantes de Stornoway recibieron su correo a través de un barco de vapor dos veces por semana de Greenock. Las cartas tardaban entre 74 y 132 horas en llegar a Stornoway desde Edimburgo o Londres, y cualquier respuesta tenía que esperar media semana hasta el próximo vapor. Sus habitantes negaron las quejas de que Stornoway estaba peor servido que otras islas; las cartas enviadas a Londres tardaban tanto en llegar a Barra como en llegar a Bombay. Los servicios a Skye y Lewis mejoraron cuando Dingwall and Skye Railway llegó a Stromeferry en 1870 y comenzó con la operación de los servicios de vapor desde un muelle allí. En términos más generales, mejores barcos de vapor y servicios más frecuentes eventualmente permitieron una mejor comunicación, y la recuperación de la pesca y la ganadería, además de la mayor facilidad de la migración temporal para el trabajo estacional que finalmente permitieron que la economía agrícola pasara de la autosuficiencia a un sistema capitalista en la que había suficiente dinero en efectivo.
En la década de 1880, la cuestión técnica de cómo evitar futuras hambrunas o temporadas de indigencia en las Tierras Altas quedó sumergida en la cuestión política de cómo abordar los agravios de granjeros y trabajadores agrícolas sin tierra. Los propietarios se habían tomado muy en serio los comentarios de McNeill sobre la necesidad de evitar el crecimiento descontrolado de la población en las áreas de cultivo, evitando la subdivisión o la ocupación múltiple de las granjas; habían prestado mucha menos atención a su opinión de que los granjeros deberían recibir arrendamientos seguros. En consecuencia, hubo un resentimiento creciente entre las comunidades de agricultores. En 1882 hubo pérdidas tanto en la cosecha de patatas como de cereales en las Hébridas (debido al tizón y al viento, respectivamente); esto condujo a una hambruna generalizada en 1883. También hubo malestar entre los granjeros y la formación de una Highland Land League que se inspiró en la Irish Land League . El gobierno de Gladstone estableció la Comisión Napier (una "Comisión Real de Investigación sobre la Condición de Crofters y Cottars en las Tierras Altas y las Islas" bajo Lord Napier ) para identificar remedios. El informe de Napier de 1884 recomendaba la seguridad de la tenencia para los granjeros que pagaban rentas de más de £ 6 al año (de los cuales había pocos) y la emigración voluntaria para el resto de la población. Las recomendaciones de Napier estaban en desacuerdo con las medidas adoptadas en Irlanda para resolver la 'cuestión de la tierra' irlandesa y la posterior Ley de explotaciones de Crofters (Escocia) de 1886 estuvo más influenciada por los precedentes irlandeses que por el informe de la Comisión Napier. En las elecciones generales de 1885, 5 escaños de Highland habían elegido diputados 'liberales independientes' respaldados por Highland Land League ("el Partido de Crofters ") y, a partir de entonces, las consideraciones políticas influyeron mucho a favor del enfoque liberal de los problemas de la región. Aunque Londres nunca dejaría de presionar a su favor.